# Делавары

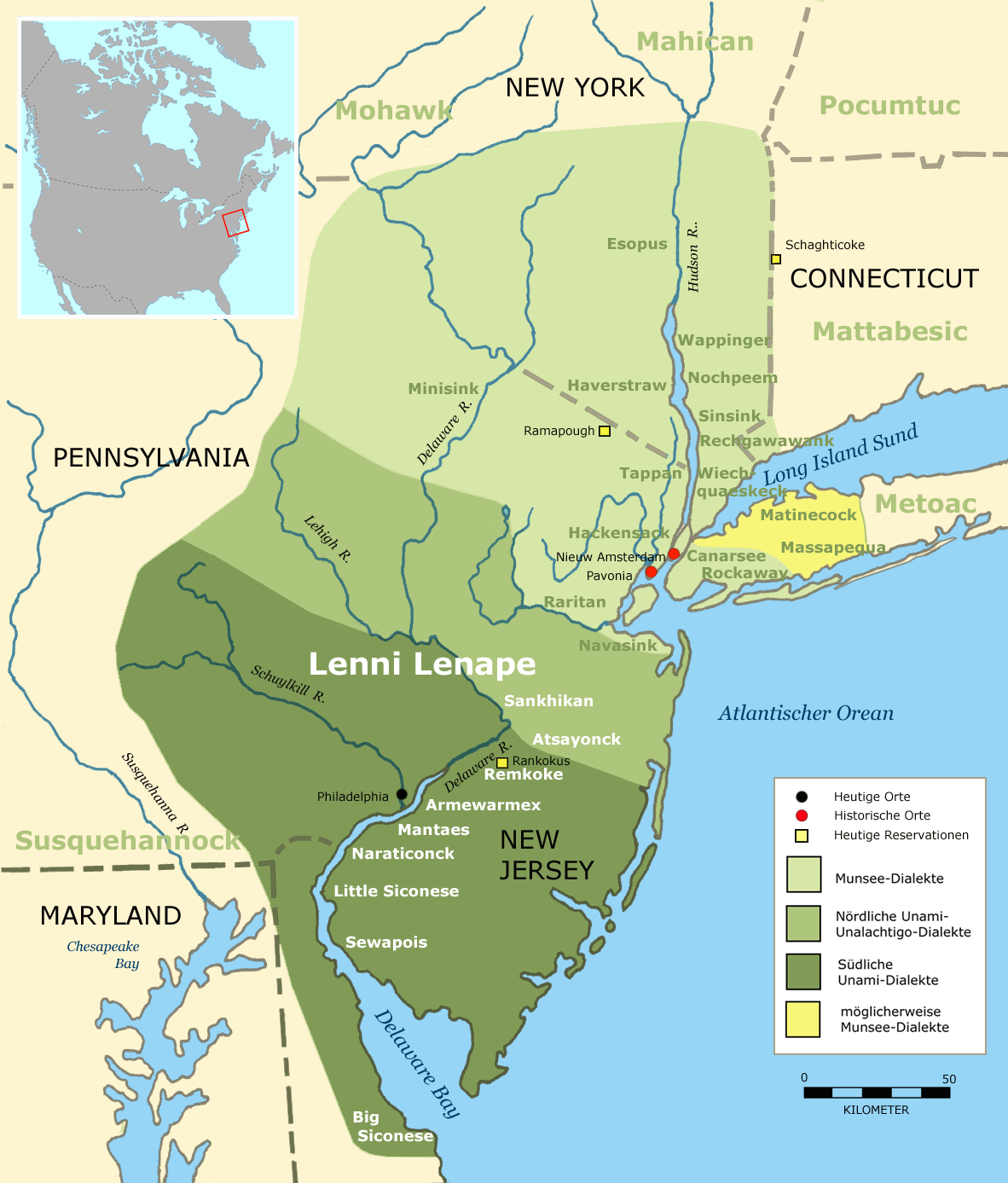
Историческая область расселения делаваров

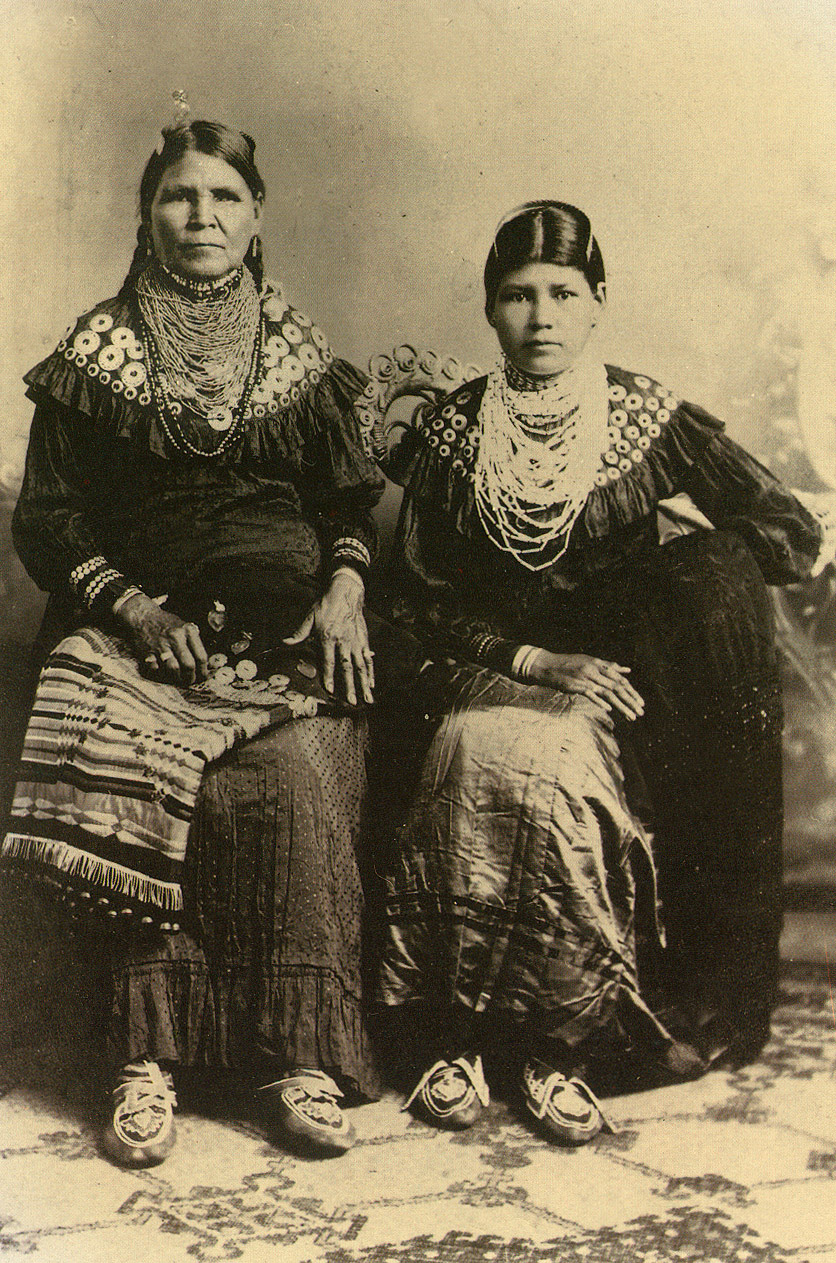
Женщины из народа делаваров

Делавары, делавэры (англ. Delaware), ленапе (англ. Lenape) или ленни-ленапе (англ. Lenni Lenape) — коренной индейский народ в США и Канаде. Делаварские языки манси и унами относятся к алгонкинским языкам.

## Название
Полное имя народа ленни-ленапе (англ. Lenni Lenape) происходит от двух автонимов: Ленни, что означает «подлинный, чистый, настоящий, оригинальный», и Ленапе, что означает «настоящий человек» или «оригинальный человек».
Общее название племени делавар происходит из французского языка. Английские колонисты назвали реку Делавэр в честь первого губернатора провинции Вирджиния барона де Ла Варра. В дальнейшем британские колонисты стали называть ленапе индейцами делаварами из-за места их проживания.

## История
Делавары первоначально представляли собой три подплемени: манси, унами и уналактиго, образованные по территориальному признаку. К концу XVII уналактиго были ассимилированы унами, а манси стали действовать как отдельное племя.
К моменту прихода европейцев делавары представляли собой общество охотников и собирателей, однако с широким использованием сельского хозяйства. Они проживали вдоль рек Делавэр и Гудзон, а также на Лонг-Айленде. Делавары выработали весьма сложные методы охоты, в то же время их сельское хозяйство было примитивным, основанным на подсечно-огневом методе, а их поселения являлись сезонными. Злейшими врагами делаваров были ирокезы, хотя периодически заключались и межплеменные браки. Принадлежность к клану наследовалась по линии матери, в то же время браки обычно заключались с женщинами вне клана. Система родства и наследования делаваров была настолько непонятна патриархальным европейцам, что они оставили многочисленные письменные свидетельства об этом народе, хотя и изобилующие ошибками и тёмными местами.
Земля обычно принадлежала не одному человеку, а клану, и использовалась для охоты, рыбной ловли и сельского хозяйства.
Впервые европейцы (голландцы) встретились с делаварами в начале XVII века. Делавары быстро освоили европейские металлические сельскохозяйственные орудия.
Повышенный спрос на меха со стороны европейцев привёл к тому, что делавары извели слишком много бобров в низовьях Гудзона. Это привело к перемещению торговых точек голландцев, а в племени ленапе наступил тяжёлый экономический кризис.
Делавары первыми из индейских племён заключили договор с правительством США в 1788 году (их враги, ирокезы, воевали во время обеих войн за независимость на стороне Великобритании). Несмотря на тесное сотрудничество с правительством, делавары не были включены в состав Пяти цивилизованных племён, уровень развития которых американцы считали близким к собственному.
В XIX веке путешественник Константин Самюэль Рафинеск опубликовал «хронику ленапе» под названием «Валам-Олум»; тем не менее, эта хроника основывается исключительно на его записях, подлинник никогда не был найден.

## Население
К 1700 году численность делаваров в результате войн и эпидемий сократилась до 4 тысяч человек. В 1845 делаваров оставалось около 2 тысяч, столько же показала перепись 1910 года. Нынешнее население восстановилось до 16 тысяч человек, большинство из которых проживает в Оклахоме. В Канаде делавары живут в южном Онтарио. Кроме того, потомки делаваров проживают в Висконсине, Нью-Джерси и Пенсильвании.